# الروابح (لبخاتة)
الروابح هي إحدى مشيخات المملكة المغربية، تتبع جغرافيا لإقليم جرادة وإداريًا للبخاتة. يقدر عدد سكانها بـ 685 نسمة حسب الإحصاء الرسمي للسكان والسكنى لسنة 2004.